# Gare de Motomachi (Hyōgo)
La gare de Motomachi (元町駅, Motomachi-eki) est une gare ferroviaire localisée dans la ville de Kobe, dans la préfecture de Hyōgo au Japon. La gare est exploitée par les compagnies JR West sur la ligne principale Tōkaidō (Ligne JR Kobe) et par la Hanshin sur la ligne principale Hanshin. Le numéro de gare est JR-A62 pour la JR West et HS 33 pour la Hanshin Electric Railway.

## Situation ferroviaire
La gare JR fait partie des gares appartenant à la ligne principale Tōkaidō, surnommé (ligne JR Kobe) entre Kobe et Osaka.
Quant à la gare de la Hanshin fut par le passé appelée gare de Kobe Motomachi. La gare marque la fin de la ligne principale Hanshin et le début de la ligne Hanshin Kobe Kosoku (ligne Tozai) de la Kobe Rapid Transit Railway qui permet l’interconnexion entre la ligne principale Hanshin à la ligne principale Sanyo Electric Railway.
Cette gare est la gare ferroviaire la plus proche pour assister au festival annuel de Kobe Luminarie, bien que la station  Kyukyoryuchi-Daimarumae du métro municipal de Kobe soit plus proche.

## Histoire

### JR West
C'est le 11 mai 1874 que la gare fut inaugurée.  Le 17 janvier 1995, la gare est fermée à cause du séisme de 1995 à Kobe. En 2003, la carte ICOCA devient utilisable en gare.  

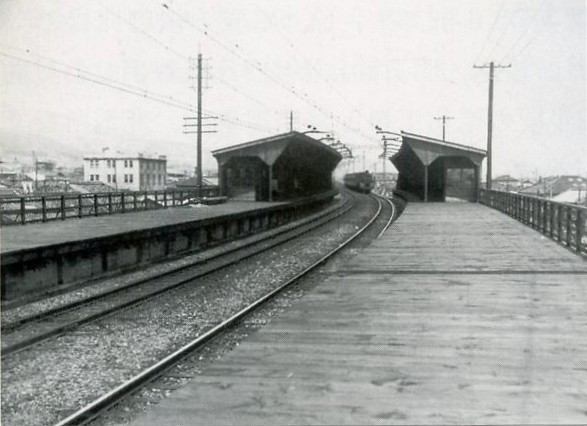
Motomachi en 1934

En 2015, la fréquentation journalière de la gare était de  48 327 personnes
| 2010   | 2011   | 2012   | 2013   | 2014   | 2015   |
| 47 998 | 48 438 | 49 236 | 49 907 | 47 568 | 48 327 |

### Hanshin
La gare de la Hanshin, quant à elle, fut ouverte en 1936. Comme pour la gare JR, la gare fut fermée quelques semaines à cause du tremblement de terre de 1995.
En 2013, la fréquentation journalière de la gare était de 8 808 personnes
| 2010  | 2011  | 2012  | 2013  |
| 8 575 | 8 663 | 8 726 | 8 808 |

## Gare Motomachi (JR)

### Situation ferroviaire
Établie à 7 mètres d'altitude, la gare de Motomachi est située au point kilométrique (PK) 587,8 de la ligne principale Tōkaidō.

### Service des voyageurs

#### Accueil
La gare dispose d'un guichet, ouvert tous les jours de 7 h à 20 h, de billetterie automatique verte pour l'achat de titres de transport pour shinkansen et train express. la carte ICOCA est également possible pour l’accès aux portillon  d’accès aux quais.
La gare possède également un coin pour les consignes automatique.

#### Desserte
La gare de Motomachi est une gare disposant de deux quais et de quatre voies. La desserte est effectuée par des trains rapides et locaux. La voie 1 sert à une partie des Rapid Service les matins de semaine. La voie 4, idem y compris les week-ends.
| N° de voie | Ligne     | Direction                     |
| ---------- | --------- | ----------------------------- |
| 1・2       | A JR Kobe | Nishi-Akashi - Himeji         |
| 3・4       | A JR Kobe | Sannomiya - Amagasaki - Osaka |

Installations et desserte
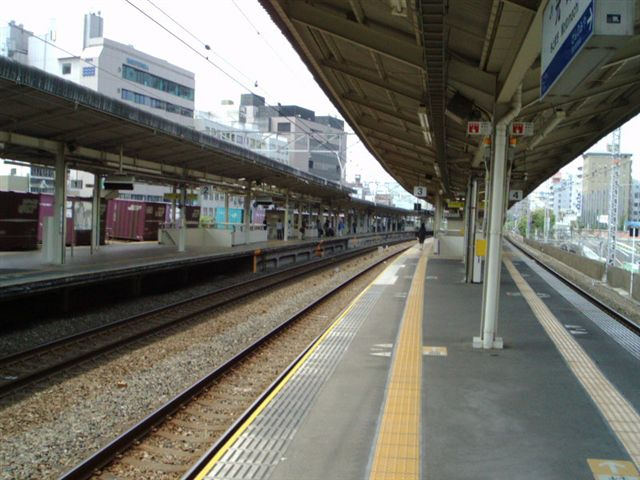
Voies et quais.
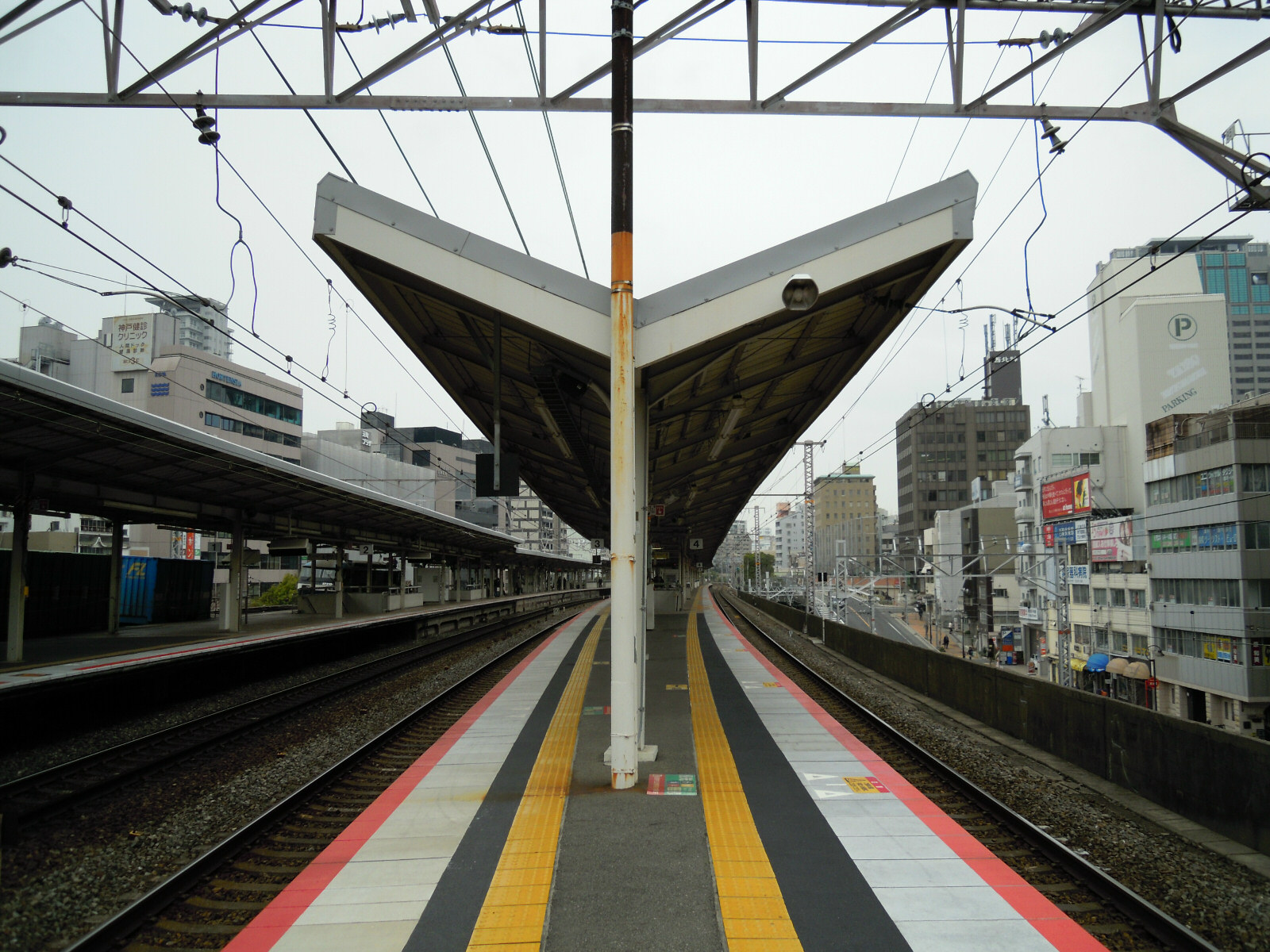
Voies et quais.

## Gare Motomachi (Hanshin)

### Situation ferroviaire
Établie en souterrain, la gare de Motomachi est située au point kilométrique (PK) 33.0 de la ligne principale Hanshin et au PK 5.0 de la ligne Hanshin Kobe Kosoku.

### Service des voyageurs

#### Accueil
La carte PiTaPa permet un accès aux portillons de la gare.

#### Desserte
La gare possède un quai central et deux voies.
| N° de voie | Ligne               | Direction                   |
| ---------- | ------------------- | --------------------------- |
| 1          | Hanshin             | Osaka Umeda - Namba - Nara  |
| 2          | Hanshin Kobe Kosoku | Shinkaichi - Akashi- Himeji |

### Intermodalité

#### Métro
| Station                | Ligne          | Exploitant              | Distance du site |
| ---------------------- | -------------- | ----------------------- | ---------------- |
| Kyukyoryuchi-Daimaruma | Kaigan         | Métro municipal de Kobe | 210 m            |
| Kenchomae              | Seishin-Yamate | Métro municipal de Kobe | 390 m            |

#### Bus
Des bus de ville desservent la gare.

### Site d’intérêt
- Le quartier chinois de Kobe
- Le musée municipal de Kobe
- Le sanctuaire shinto Sannomiya-jinja
- Le musée d'histoire chinoise d'outre-mer de Kobe
- Le port de Kobe
- La tour de Kobe
- Le musée maritime de Kobe